# Belgian Barbarians (mannen)
De Belgian Barbarians zijn het Belgisch nationaal Americanfootballteam dat de Belgian American Football Officials Committee (BAFOC) vertegenwoordigt in internationale Americanfootballwedstrijden.

## Geschiedenis
In oktober 2021 werd bekend dat Spencer Ferrari-Wood zich terugtrok als coach van de nationale ploeg.